# Siergiej Griszyn
Siergiej Siergiejewicz Griszyn (ros. Серге́й Серге́евич Гришин; ur. 18 listopada 1973 w Moskwie) – rosyjski piłkarz grający na pozycji prawego pomocnika. Był reprezentantem Rosji.

## Kariera klubowa
Swoją karierę piłkarską Griszyn rozpoczął w klubie Torpedo Moskwa. W sezonie 1992 zadebiutował w zespole rezerw we Wtoroj diwizion. Na początku 1993 został zawodnikiem Asmarału Moskwa. 2 maja 1993 zadebiutował w nim w Priemjer-Lidze w przegranym 0:1 domowym meczu z Torpedem Moskwa. W sezonie 1993 spadł z Asmarałem do Pierwyj diwizion, ale w jego trakcie odszedł do Asmarału Kisłowodzk. W 1994 roku wrócił do Arsmarału Moskwa i grał w nim do końca 1995 roku.
W 1996 roku Griszyn został piłkarzem klubu Dinamo Moskwa. W Dinamie swój debiut zaliczył 21 kwietnia 1996 w przegranym 0:1 domowym meczu z Rotorem Wołgograd. W Dinamie występował do końca sezonu 2000.
W 2001 roku Griszyn przeszedł do Szynnika Jarosław, grającego w Pierwyj diwizion. Swój debiut w nim zanotował 1 kwietnia 2001 w zwycięskim 2:0 domowym spotkaniu z Wołgarem-Gazprom Astrachań. W sezonie 2001 wywalczył z nim awans do Priemjer-Ligi. Zawodnikiem Szynnika był do 2004 roku.
W styczniu 2005 Griszyn został piłkarzem Tereku Grozny, jednak nie rozegrał w nim meczu i już w marcu odszedł do Anży Machaczkała, grającego w Pierwyj diwizion.  Zadebiutował w niej 30 marca 2005 w wygranym 1:0 domowym meczu z Pietrotriestem Petersburg. W Anży grał do sierpnia 2005.
W sierpniu 2005 Griszyn przeszedł do kazachskiego Żenisu Astana. W sezonie 2005 zdobył z nim Puchar Kazachstanu. Po sezonie 2005 zakończył karierę.
| Sezon | Klub               | Kraj       | Rozgrywki        | Mecze | Gole |
| ----- | ------------------ | ---------- | ---------------- | ----- | ---- |
| 1992  | Torpedo-2 Moskwa   | Rosja      | Wtoroj diwizion  | 28    | 2    |
| 1993  | Asmarał Moskwa     | Rosja      | Priemjer-Liga    | 2     | 0    |
| 1993  | Asmarał Kisłowodzk | Rosja      | Pierwyj diwizion | 11    | 0    |
| 1994  | Asmarał Moskwa     | Rosja      | Pierwyj diwizion | 35    | 2    |
| 1995  | Asmarał Moskwa     | Rosja      | Pierwyj diwizion | 41    | 3    |
| 1996  | Dinamo Moskwa      | Rosja      | Priemjer-Liga    | 32    | 2    |
| 1997  | Dinamo Moskwa      | Rosja      | Priemjer-Liga    | 36    | 2    |
| 1998  | Dinamo Moskwa      | Rosja      | Priemjer-Liga    | 19    | 2    |
| 1999  | Dinamo Moskwa      | Rosja      | Priemjer-Liga    | 29    | 1    |
| 2000  | Dinamo Moskwa      | Rosja      | Priemjer-Liga    | 19    | 4    |
| 2001  | Szynnik Jarosław   | Rosja      | Pierwyj diwizion | 30    | 3    |
| 2002  | Szynnik Jarosław   | Rosja      | Priemjer-Liga    | 28    | 4    |
| 2003  | Szynnik Jarosław   | Rosja      | Priemjer-Liga    | 26    | 1    |
| 2004  | Szynnik Jarosław   | Rosja      | Priemjer-Liga    | 30    | 1    |
| 2005  | Anży Machaczkała   | Rosja      | Pierwyj diwizion | 13    | 0    |
| 2005  | Żenis Astana       | Kazachstan | Priemjer Ligasy  | 26    | 1    |

## Kariera reprezentacyjna
W reprezentacji Rosji Griszyn zadebiutował 30 kwietnia 1997 w wygranym 3:0 meczu eliminacji do MŚ 1998 z Luksemburgiem, rozegranym w Moskwie. W 46. minucie tego meczu zmienił Władimira Biesczastnycha, a w 55. minucie strzelił gola na 2:0. W kadrze narodowej rozegrał 3 mecze, wszystkie w 1997 i strzelił 1 gola.